# Бенкевич Яна Віталіївна
Яна Віталіївна Бенкевич (нар. 5 травня 1999, Ліда, Гродненська область, Білорусь) — білоруська футболістка, півзахисниця «Мінська».

## Життєпис
У дитинстві, окрім спорту, займалася в театральному гуртку. Вихованка ліденської ДЮСШ «Юність», перший тренер — Олег Леонідович Фролов. З 2012 року займалася у мінському РДУОР у тренерів І. Булигіної та Є. Калециць.
У дорослому футболі дебютувала у 2016 році у складі клубу «Іслочі-РДУОР» у вищому дивізіоні Білорусі. Провела в клубі чотири сезони, зігралп 63 матчі, за цей час ставала срібним (2018) та бронзовим (2017) призером чемпіонату країни, фіналісткою Кубка Білорусі (2018, 2019). У складі РДУОР також брала участь у вищій лізі з футзалу. 2020 року перейшла до клубу «Зірка-БДУ», де провела два сезони і 2021 року стала бронзовим призером чемпіонату.
У 2022 році перейшла до російського клубу «Рязань-ВДВ». Дебютний матч у вищому дивізіоні Росії зіграла 13 березня 2022 року проти «Ростова».
Виступала за дівочу та молодіжну збірну Білорусі.